# Биланча, Донато
Дона́то «Уо́лтер» Била́нча (10 июля 1951, Вьетри-ди-Потенца — 17 декабря 2020) — итальянский серийный убийца, убивший в период с октября 1997 до мая 1998 года 17 человек — девять женщин и восемь мужчин. Он был приговорен к 13-ти пожизненным срокам без права на досрочное освобождение.

## Детство
Биланча родился в Вьетри-ди-Потенца, в Италии, в 1951. Когда ему было пять лет, его семья переселилась в Северную Италию, сначала в Пьемонт и затем в Геную в регионе Лигурии. До 12 лет он страдал хроническим энурезом. Мать стыдила его, помещая его влажный матрац на балкон на всеобщее обозрение, а родная тетя раздевала его, чтобы показать его слаборазвитый половой орган ровесникам. У Донато был старший брат Микеле Биланча, который покончил жизнь самоубийством в 1987 году.
В 14 лет Биланча стал называть себя Уолтером. Он получил среднее образование и был обычным рабочим на таких должностях как механик, бармен, пекарь и рассыльный.

## Первые преступления
Не достигнув совершеннолетия, он был арестован и отпущен за кражу моторного скутера и грузовика, нагруженного рождественскими сладостями. В 1974 году последовал арест и лишение свободы за незаконное хранение оружия. Его направили на психиатрическое обследование Генуйской Больницы общего профиля, но он сбежал. После чего его вновь арестовывают за кражу и сажают в тюрьму на 18 месяцев. В итоге он сидел несколько раз за грабёж и вооружённое ограбление в Италии и Франции. Несмотря на его историю психиатрических проблем, до возраста 47 лет он не был обвинен в совершении изнасилований.

## Убийства
Биланча жил один и был азартным игроком. 16 октября 1997 года он совершил первое убийство — задушил друга Джорджо Чентанаро, который соблазнил его на карточную игру, в которой Биланча проиграл приблизительно 267,000$. Смерть друга Биланчи сначала была квалифицирована как сердечный приступ. Следующими его жертвами стали судья игры Маруццио Парентти и его жена Карла, которых он застрелил из револьвера 38 калибра уже 24 октября и украл у них деньги в размере 13.5 млн лир (ок. 6 200 $). Впоследствии Биланча признался, что эти убийства возбудили его, и он испытал оргазм. Преступник никогда не скрывал следы своих преступлений и не прятал трупы своих жертв.
27 октября этого же года он убил и ограбил ювелира Бруно Солари и его жену Марию в их доме и украл содержимое сейфа с драгоценностями. 13 ноября Биланча ограбил и убил бизнесмена Марро Лучано. Оба преступления принесли ему в общей сумме около 45 млн лир, что по тогдашнему курсу составляло около 22 000 $.
Два месяца спустя — 25 января 1998 года Биланча убил сторожа Джангеорджио Канно просто потому, что ему не нравились сторожа. Также 9 марта была убита албанская проститутка Стела Труя, а 18 марта русская Людмила Зубаскова. 20 марта Ещё один бизнесмен — Энцио Гони был убит Биланчей, который затем обчистил его сейф.
24 марта 1998 года он заставил проститутку-транссексуала заняться с ним оральным сексом и расстрелял помешавших ему сторожей, а затем стрелял и в эту проститутку, но она выжила и потом свидетельствовала против него. 29 марта Биланча расстрелял проститутку из Нигерии Тесси Ододо и на следующий день избил и ограбил проститутку-итальянку, которую, однако, не стал убивать.
12 апреля 1998 года Биланча сел в поезд от Генуи до Венеции с целью убить ещё одну женщину. Присматривая себе жертву, он увидел девушку, путешествующую в одиночестве, которой оказалась Элиза Зопетти. Он шёл за ней до туалета, отпер дверь отмычкой, выстрелил ей в голову и украл её билет на поезд. Шесть дней спустя в поезде, следовавшем в Сан-Ремо, он выбрал себе ещё одну жертву, которой оказалась Мария Рубино, и также проследовал за ней до туалета. Он снова воспользовался отмычкой и вошёл. Возбужденный её чёрным нижним бельем, он стал мастурбировать, а затем убил её. Эти два убийства получили огромный общественный резонанс и вызвали массовые акции протеста.
Последней жертвой Биланчи стал работник станции техобслуживания, Джузеппе Мането, у которого убийца украл чек примерно на 2 миллиона лир (что составляло тогда приблизительно 1000$).

## Арест и суд
Полиция считала Донато Биланча «подозреваемым номер один» и преследовала его в течение десяти дней. Они получили его ДНК из сигаретных окурков и следов на кофейной чашке и идентифицировали его по ДНК, найденной на местах преступления. 6 мая 1998 года он был схвачен с револьвером. После восьми дней под стражей в полиции он признался в 17 убийствах.
12 апреля 2000 года после 11-месячного расследования Биланча был приговорен к 13 пожизненным срокам за серию убийств и дополнительным 20 годам лишения свободы за покушение на проститутку.
В тюрьме Биланча отмечался администрацией, как образцовый заключенный. В 2004 году он дал интервью известной итальянской телепрограмме программе «В воскресенье». С 2011 по 2016 год проходил дистанционное обучение по специальной программе для заключенных и получил диплом бухгалтера.  В 2017 году Биланча по разрешению администрации тюрьмы в сопровождении охраны даже покидал исправительное учреждение на несколько часов для посещения могилы родителей. Тем не менее повторное прошение о разрешении на посещение могилы родителей, поданное Биланчей в сентябре 2019 года, было отклонено по рекомендации тюремного психолога, отметившего серьезный эмоциональный стресс у преступника после первого посещения.
Донато Биланча умер 17 декабря 2020 года в тюремной больнице исправительного учреждения «Due Palazzi» в возрасте 69 лет, от пневмонии, вызванной коронавирусом, проведя в заключении более 22 лет.